# Gui Paganini
Gui Paganini é um fotógrafo de moda brasileiro.

## Biografia
Nascido em São Paulo, começou seus estudos na Engenharia, mas não concluiu o curso, passando a se dedicar à fotografia. Com mais de 30 anos de carreira, trabalhou em vários países e fotografou diversas modelos, artistas e outras personalidades famosas, entre elas Gisele Bündchen, Naomi Campbell, Kate Moss, Shirley Mallmann, Camila Pitanga, Carolina Dieckmann, Luana Piovani, Anitta e Mariana Ximenes.
Colaborador das revistas Marie Claire e Elle e da Carta Editorial, venceu os prêmios de fotografia Phytoervas Fashion Awards em 1998, Moda Brasil em 2009, e Cool Awards em 2012. Em 2016 foi homenageado no programa Domingão do Faustão com uma seleção de suas imagens no quadro "Telão do Domingão". Já teve suas fotos em capas de revistas de grande circulação, como Vogue, Harper's Bazaar, Elle e Glamour, e na São Paulo Fashion Week Inverno 2014 montou uma exposição de suas fotos no lounge da revista Elle. Também é dele a imagem da capa do álbum Bang!, de Anitta, que virou meme e viralizou nas redes sociais poucas horas após sua divulgação.
Foi apresentado pela revista Harper's Bazaar como "um dos maiores talentos da fotografia brasileira", e segundo Augusto Mariotti, escrevendo para a revista Fashion Forward, Paganini é "o top fotógrafo de moda brasileiro".
Segundo Álvaro de Melo Filho, professor da PUC de Goiás, é um "fotógrafo renomado", e segundo os pesquisadores Mendonça, Dirickson et alii, da Universidade do Estado de Minas Gerais, ele é um dos "destaques no meio fotográfico da moda". A campanha que realizou para a marca Arezzo no inverno de 2011, com direção de arte de Giovanni Bianco, foi estudada por Lopes, Marques & Lisboa Filho, da Universidade Federal de Santa Maria, dizendo que a campanha tem "um conceito muito forte e eficaz", e "traz em seus objetos cênicos uma seriedade levemente traduzida sobre a forma feminina e elegante na apresentação de uma produção bem elaborada, pensada e amarrada em seu conceito de revelar a mulher moderna e independente".